# Corgatha funebris
Corgatha funebris là một loài bướm đêm trong họ Erebidae.